# トランストリップ (2013年の映画)
『トランストリップ』（原題：英語 Magic Magic ）は、2013年のチリ・アメリカ合作の心理スリラー映画。
監督・脚本はセバスティアン・スィルバ。
この作品は2013年1月22日にサンダンス映画祭にて初上映された。
主要キャストは、ジュノ・テンプル、エミリー・ブラウニング、マイケル・セラ、カタリナ・サンディノ・モレノら。
また、この作品は2013年カンヌ国際映画祭でのDirectors' Fortnight（監督週間）でも上映された。
2013年スィッジェス国際映画祭（英語版）では、ジュノ・テンプルが主演女優賞を受賞。

## ストーリー
アリスィアは、初めての海外旅行で、チリに住むいとこのサラを訪ねる。
アリスィアは、
サラとサラの彼氏アウグスティン、その姉バーバラ、アウグスティンの友人でアメリカ人外交官の息子ブリンク
という5人で、島のキャビンで過ごす計画だったが、現地に向かう途中、
サラが急遽学校の試験を受けないといけなくなり、彼女だけ一旦帰ってしまう。
結果、知り合ったばかりの3人とそのまま現地へ向かうのだが…
それは、アリスィアにとって夢うつつな悪夢的体験「トランストリップ」の始まりだった…

## 登場人物
アリスィア（Alicia）
演 - ジュノ・テンプル
主人公。カリフォルニアから来たサラのいとこ。
サラ（Sarah）
演 - エミリー・ブラウニング
アリスィアのいとこ。チリに住むアメリカ人学生。サンティアゴの学校に通っている。
ブリンク（Brink）
演 - マイケル・セラ
アウグスティンの向こう見ずな学友。アメリカ人。外交官の息子。
バーバラ（Barbara）
演 - カタリーナ・サンディノ・モレノ
アウグスティンの姉。
アウグスティン（Augustine）
演 - アグスティン・スィルバ
サラの彼氏。